# Paruline des mangroves
Setophaga petechia
Pour les articles homonymes, voir Paruline jaune.
Espèce
Répartition géographique
Synonymes
 * Dendroica petechia (protonyme)
La Paruline des mangroves (Setophaga petechia) est une espèce d'oiseaux de la famille des Parulidae.

## Apparence
Elle se différence des autres espèces voisines par sa tête entièrement marron.

## Sous-espèces
- S. p. oraria (Parkes & Dickerman, 1967) — est du Mexique
- S. p. brianti (Ridgway, 1873) — du sudest du Mexique au Nicaragua
- S. p. erithachorides (Baird, SF, 1858) — de l'est du Costa Rica au nord de la Colombie
- S. p. chrysendeta (Wetmore, 1946) — nordest de la Colombie et nordouest du Venezuela
- S. p. paraguanae (Phelps, WH & Gilliard, 1941) — péninsule de Paraguaná
- S. p. cienagae Zimmmer, JT & Phelps, WH, 1944) — litoral nord du Venezuela
- S. p. castaneiceps (Ridgway, 1885) — sud de la péninsule de Basse-Californie
- S. p. rhizophorae (van Rossem, 1935) — Sonora et Sinaloa
- S. p. phillipsi (Browning, 1994) — de l'ouest du Mexique au Honduras
- S. p. xanthotera (Todd, 1924) —  du Nicaragua à l'ouest du Costa Rica
- S. p. aithocorys (Olson, 1980à — sud-ouest du Panama et île Coiba
- S. p. iguanae (Olson, 1924) — île Iguana
- S. p. aequatorialis (Sundevall, 1869) — Panama
- S. p. jubaris (Olson, 1980) — du sudest du Panama à la Colombie
- S. p. peruviana (Sundevall, 1869) — Tumbes-Chocó
- S. p. aureola (Gould, 1839) — île Cocos et Galápagos
- S. p. ruficapilla (Gmelin, JF, 1789) — Martinique
- S. p. rufivertex (Ridgway, 1885) — Cozumel
- S. p. armouri (Greenway, 1933) — île de la Providence
- S. p. flavida (Cory, 1887) — San Andrés
- S. p. eoa (Gosse, 1847) — îles Caïmans
- S. p. gundlachi (Baird, SF, 1865) — Keys, Cuba et île des Pins
- S. p. flaviceps (Chapman, 1892) — Bahamas
- S. p. albicollis (Gmelin, JF, 1789) — Hispaniola
- S. p. chlora (Browning, 1994) — Cayos Siete Hermanos
- S. p. solaris (Wetmore, 1929) — La Gonâve
- S. p. bartholemica (Sundevall, 1869) — Porto Rico, îles Vierges et nord des Petites Antilles
- S. p. melanoptera (Lawrence, 1879) — centre des Petities Antilles
- S. p. babad (Bond, J, 1927) — Sainte-Lucie
- S. p. petechia (Linnaeus, 1766) — Barbade
- S. p. alsiosa (Peters, JL, 1926) — Grenadines
- S. p. rufopileata (Ridgway, 1884) — îles Sous-le-Vent
- S. p. obscura (Cory, 1909) — Las Aves, Los Roques, La Orchila
- S. p. aurifrons (Phelps, WH & Phelps, WH Jr., 1950) — nord-est du Venezuela